# Baskerlandet Rundt 2021
Baskerlandet Rundt 2021 var den 60. udgave af det spanske etapeløb Baskerlandet Rundt. Cykelløbets seks etaper blev kørt i Baskerlandet fra 5. til 10. april 2021. Løbet var trettende arrangement på UCI World Tour 2021. Den oprindelige 60. udgave blev i 2020 aflyst på grund af coronaviruspandemien.
Slovenske Primož Roglič fra Team Jumbo-Visma vandt løbet for anden gang i karrieren. Rogličs danske holdkammerat Jonas Vingegaard kom på løbets andenplads og vandt ungdomskonkurrencen. Slovenske Tadej Pogačar fra UAE Team Emirates tog sig af tredjepladsen.
Danske Mikkel Frølich Honoré fra Deceuninck-Quick Step vandt løbets 5. etape.

## Etaperne
| Etape    | Dato     | Start – Mål                   | type              | Afstand (km) | Elevation (m) | Etapevinder   | Førende rytter  |
| -------- | -------- | ----------------------------- | ----------------- | ------------ | ------------- | ------------- | --------------- |
| 1. etape | 5. apr.  | Bilbao – Bilbao               | bjergenkeltstart  | 13,9         | 231 m         | Primož Roglič | Primož Roglič   |
| 2. etape | 6. apr.  | Zalla – Sestao                | kuperet etape     | 154,8        | 2.512 m       | Alex Aranburu | Primož Roglič   |
| 3. etape | 7. apr.  | Amurrio – Laudio/Llodio       | middel bjergetape | 167,7        | 2.608 m       | Tadej Pogačar | Primož Roglič   |
| 4. etape | 8. apr.  | Vitoria-Gasteiz – Hondarribia | kuperet etape     | 189,2        | 2.655 m       | Jon Izagirre  | Brandon McNulty |
| 5. etape | 9. apr.  | Hondarribia – Ondarroa        | kuperet etape     | 160,2        | 2.260 m       | Mikkel Honoré | Brandon McNulty |
| 6. etape | 10. apr. | Ondarroa – Arrate             | bjergetape        | 111,9        | 3.252 m       | David Gaudu   | Primož Roglič   |

### 1. etape
| Bilbao - Bilbao | bjergenkeltstart | (13,9 km) |

| \| Etaperesultat \| Etaperesultat \| Etaperesultat \| Etaperesultat \| Etaperesultat \| \| Rytter \| Rytter \| Hold \| Tid \| \| \| ------------- \| --------------------- \| ---------------------- \| ------------- \| ------------- \| \| 1. \| Primož Roglič \| Jumbo-Visma \| 17' 17" \| \| \| 2. \| Brandon McNulty \| UAE Team Emirates \| + 2" \| \| \| 3. \| Jonas Vingegaard \| Jumbo-Visma \| + 18" \| \| \| 4. \| Tobias Foss \| Jumbo-Visma \| + 24" \| \| \| 5. \| Tadej Pogačar \| UAE Team Emirates \| + 28" \| \| \| 6. \| Adam Yates \| Ineos Grenadiers \| + 28" \| \| \| 7. \| Patrick Bevin \| Israel Start-Up Nation \| + 28" \| \| \| 8. \| Ide Schelling \| Bora-Hansgrohe \| + 29" \| \| \| 9. \| Alex Aranburu \| Astana-Premier Tech \| + 30" \| \| \| 10. \| Maximilian Schachmann \| Bora-Hansgrohe \| + 31" \| \| |                       |                        |         |
| |                       |                        |         |
| Kilde: ProCyclingStats |                       |                        |         |
| Etaperesultat |                       |                        |         |
| Rytter | Rytter                | Hold                   | Tid     |
| 1. | Primož Roglič         | Jumbo-Visma            | 17' 17" |
| 2. | Brandon McNulty       | UAE Team Emirates      | + 2"    |
| 3. | Jonas Vingegaard      | Jumbo-Visma            | + 18"   |
| 4. | Tobias Foss           | Jumbo-Visma            | + 24"   |
| 5. | Tadej Pogačar         | UAE Team Emirates      | + 28"   |
| 6. | Adam Yates            | Ineos Grenadiers       | + 28"   |
| 7. | Patrick Bevin         | Israel Start-Up Nation | + 28"   |
| 8. | Ide Schelling         | Bora-Hansgrohe         | + 29"   |
| 9. | Alex Aranburu         | Astana-Premier Tech    | + 30"   |
| 10. | Maximilian Schachmann | Bora-Hansgrohe         | + 31"   |

| \| Samlede stilling \| Samlede stilling \| Samlede stilling \| Samlede stilling \| Samlede stilling \| \| Rytter \| Rytter \| Hold \| Tid \| \| \| ---------------- \| --------------------- \| ---------------------- \| ---------------- \| ---------------- \| \| 1. \| Primož Roglič \| Jumbo-Visma \| 17' 17" \| \| \| 2. \| Brandon McNulty \| UAE Team Emirates \| + 2" \| \| \| 3. \| Jonas Vingegaard \| Jumbo-Visma \| + 18" \| \| \| 4. \| Tobias Foss \| Jumbo-Visma \| + 24" \| \| \| 5. \| Tadej Pogačar \| UAE Team Emirates \| + 28" \| \| \| 6. \| Adam Yates \| Ineos Grenadiers \| + 28" \| \| \| 7. \| Patrick Bevin \| Israel Start-Up Nation \| + 28" \| \| \| 8. \| Ide Schelling \| Bora-Hansgrohe \| + 29" \| \| \| 9. \| Alex Aranburu \| Astana-Premier Tech \| + 30" \| \| \| 10. \| Maximilian Schachmann \| Bora-Hansgrohe \| + 31" \| \| |                       |                        |         |
| |                       |                        |         |
| Kilde: ProCyclingStats |                       |                        |         |
| Samlede stilling |                       |                        |         |
| Rytter | Rytter                | Hold                   | Tid     |
| 1. | Primož Roglič         | Jumbo-Visma            | 17' 17" |
| 2. | Brandon McNulty       | UAE Team Emirates      | + 2"    |
| 3. | Jonas Vingegaard      | Jumbo-Visma            | + 18"   |
| 4. | Tobias Foss           | Jumbo-Visma            | + 24"   |
| 5. | Tadej Pogačar         | UAE Team Emirates      | + 28"   |
| 6. | Adam Yates            | Ineos Grenadiers       | + 28"   |
| 7. | Patrick Bevin         | Israel Start-Up Nation | + 28"   |
| 8. | Ide Schelling         | Bora-Hansgrohe         | + 29"   |
| 9. | Alex Aranburu         | Astana-Premier Tech    | + 30"   |
| 10. | Maximilian Schachmann | Bora-Hansgrohe         | + 31"   |

### 2. etape
| Zalla - Sestao | kuperet etape | (154,8 km) |

| \| Etaperesultat \| Etaperesultat \| Etaperesultat \| Etaperesultat \| Etaperesultat \| \| Rytter \| Rytter \| Hold \| Tid \| \| \| ------------- \| --------------------- \| ---------------------- \| ------------- \| ------------- \| \| 1. \| Alex Aranburu \| Astana-Premier Tech \| 3t 45' 32" \| \| \| 2. \| Omar Fraile \| Astana-Premier Tech \| + 15" \| \| \| 3. \| Tadej Pogačar \| UAE Team Emirates \| + 15" \| \| \| 4. \| David Gaudu \| Groupama-FDJ \| + 15" \| \| \| 5. \| Michael Woods \| Israel Start-Up Nation \| + 15" \| \| \| 6. \| Primož Roglič \| Jumbo-Visma \| + 15" \| \| \| 7. \| Maximilian Schachmann \| Bora-Hansgrohe \| + 15" \| \| \| 8. \| Mikel Landa \| Bahrain Victorious \| + 15" \| \| \| 9. \| Sergio Higuita \| EF Education-Nippo \| + 15" \| \| \| 10. \| Alejandro Valverde \| Movistar Team \| + 15" \| \| |                       |                        |            |
| |                       |                        |            |
| Kilde: ProCyclingStats |                       |                        |            |
| Etaperesultat |                       |                        |            |
| Rytter | Rytter                | Hold                   | Tid        |
| 1. | Alex Aranburu         | Astana-Premier Tech    | 3t 45' 32" |
| 2. | Omar Fraile           | Astana-Premier Tech    | + 15"      |
| 3. | Tadej Pogačar         | UAE Team Emirates      | + 15"      |
| 4. | David Gaudu           | Groupama-FDJ           | + 15"      |
| 5. | Michael Woods         | Israel Start-Up Nation | + 15"      |
| 6. | Primož Roglič         | Jumbo-Visma            | + 15"      |
| 7. | Maximilian Schachmann | Bora-Hansgrohe         | + 15"      |
| 8. | Mikel Landa           | Bahrain Victorious     | + 15"      |
| 9. | Sergio Higuita        | EF Education-Nippo     | + 15"      |
| 10. | Alejandro Valverde    | Movistar Team          | + 15"      |

| \| Samlede stilling \| Samlede stilling \| Samlede stilling \| Samlede stilling \| Samlede stilling \| \| Rytter \| Rytter \| Hold \| Tid \| \| \| ---------------- \| --------------------- \| ------------------- \| ---------------- \| ---------------- \| \| 1. \| Primož Roglič \| Jumbo-Visma \| 4t 03' 04" \| \| \| 2. \| Alex Aranburu \| Astana-Premier Tech \| + 5" \| \| \| 3. \| Brandon McNulty \| UAE Team Emirates \| + 6" \| \| \| 4. \| Tadej Pogačar \| UAE Team Emirates \| + 24" \| \| \| 5. \| Adam Yates \| Ineos Grenadiers \| + 28" \| \| \| 6. \| Maximilian Schachmann \| Bora-Hansgrohe \| + 31" \| \| \| 7. \| Jonas Vingegaard \| Jumbo-Visma \| + 32" \| \| \| 8. \| Omar Fraile \| Astana-Premier Tech \| + 34" \| \| \| 9. \| Wilco Kelderman \| Bora-Hansgrohe \| + 40" \| \| \| 10. \| Pello Bilbao \| Bahrain Victorious \| + 42" \| \| |                       |                     |            |
| |                       |                     |            |
| Kilde: ProCyclingStats |                       |                     |            |
| Samlede stilling |                       |                     |            |
| Rytter | Rytter                | Hold                | Tid        |
| 1. | Primož Roglič         | Jumbo-Visma         | 4t 03' 04" |
| 2. | Alex Aranburu         | Astana-Premier Tech | + 5"       |
| 3. | Brandon McNulty       | UAE Team Emirates   | + 6"       |
| 4. | Tadej Pogačar         | UAE Team Emirates   | + 24"      |
| 5. | Adam Yates            | Ineos Grenadiers    | + 28"      |
| 6. | Maximilian Schachmann | Bora-Hansgrohe      | + 31"      |
| 7. | Jonas Vingegaard      | Jumbo-Visma         | + 32"      |
| 8. | Omar Fraile           | Astana-Premier Tech | + 34"      |
| 9. | Wilco Kelderman       | Bora-Hansgrohe      | + 40"      |
| 10. | Pello Bilbao          | Bahrain Victorious  | + 42"      |

### 3. etape
| Amurrio - Laudio/Llodio | middel bjergetape | (167,7 km) |

| \| Etaperesultat \| Etaperesultat \| Etaperesultat \| Etaperesultat \| Etaperesultat \| \| Rytter \| Rytter \| Hold \| Tid \| \| \| ------------- \| ------------------ \| --------------------- \| ------------- \| ------------- \| \| 1. \| Tadej Pogačar \| UAE Team Emirates \| 4t 04' 50" \| \| \| 2. \| Primož Roglič \| Jumbo-Visma \| + 0" \| \| \| 3. \| Alejandro Valverde \| Movistar Team \| + 5" \| \| \| 4. \| Adam Yates \| Ineos Grenadiers \| + 5" \| \| \| 5. \| Mikel Landa \| Bahrain Victorious \| + 5" \| \| \| 6. \| David Gaudu \| Groupama-FDJ \| + 8" \| \| \| 7. \| James Knox \| Deceuninck-Quick Step \| + 16" \| \| \| 8. \| Jonas Vingegaard \| Jumbo-Visma \| + 16" \| \| \| 9. \| Mauri Vansevenant \| Deceuninck-Quick Step \| + 16" \| \| \| 10. \| Brandon McNulty \| UAE Team Emirates \| + 18" \| \| |                    |                       |            |
| |                    |                       |            |
| Kilde: ProCyclingStats |                    |                       |            |
| Etaperesultat |                    |                       |            |
| Rytter | Rytter             | Hold                  | Tid        |
| 1. | Tadej Pogačar      | UAE Team Emirates     | 4t 04' 50" |
| 2. | Primož Roglič      | Jumbo-Visma           | + 0"       |
| 3. | Alejandro Valverde | Movistar Team         | + 5"       |
| 4. | Adam Yates         | Ineos Grenadiers      | + 5"       |
| 5. | Mikel Landa        | Bahrain Victorious    | + 5"       |
| 6. | David Gaudu        | Groupama-FDJ          | + 8"       |
| 7. | James Knox         | Deceuninck-Quick Step | + 16"      |
| 8. | Jonas Vingegaard   | Jumbo-Visma           | + 16"      |
| 9. | Mauri Vansevenant  | Deceuninck-Quick Step | + 16"      |
| 10. | Brandon McNulty    | UAE Team Emirates     | + 18"      |

| \| Samlede stilling \| Samlede stilling \| Samlede stilling \| Samlede stilling \| Samlede stilling \| \| Rytter \| Rytter \| Hold \| Tid \| \| \| ---------------- \| --------------------- \| --------------------- \| ---------------- \| ---------------- \| \| 1. \| Primož Roglič \| Jumbo-Visma \| 8t 07' 48" \| \| \| 2. \| Tadej Pogačar \| UAE Team Emirates \| + 20" \| \| \| 3. \| Brandon McNulty \| UAE Team Emirates \| + 30" \| \| \| 4. \| Adam Yates \| Ineos Grenadiers \| + 39" \| \| \| 5. \| Alejandro Valverde \| Movistar Team \| + 50" \| \| \| 6. \| Jonas Vingegaard \| Jumbo-Visma \| + 54" \| \| \| 7. \| Mikel Landa \| Bahrain Victorious \| + 1' 00" \| \| \| 8. \| Pello Bilbao \| Bahrain Victorious \| + 1' 08" \| \| \| 9. \| Mauri Vansevenant \| Deceuninck-Quick Step \| + 1' 09" \| \| \| 10. \| Maximilian Schachmann \| Bora-Hansgrohe \| + 1' 09" \| \| |                       |                       |            |
| |                       |                       |            |
| Kilde: ProCyclingStats |                       |                       |            |
| Samlede stilling |                       |                       |            |
| Rytter | Rytter                | Hold                  | Tid        |
| 1. | Primož Roglič         | Jumbo-Visma           | 8t 07' 48" |
| 2. | Tadej Pogačar         | UAE Team Emirates     | + 20"      |
| 3. | Brandon McNulty       | UAE Team Emirates     | + 30"      |
| 4. | Adam Yates            | Ineos Grenadiers      | + 39"      |
| 5. | Alejandro Valverde    | Movistar Team         | + 50"      |
| 6. | Jonas Vingegaard      | Jumbo-Visma           | + 54"      |
| 7. | Mikel Landa           | Bahrain Victorious    | + 1' 00"   |
| 8. | Pello Bilbao          | Bahrain Victorious    | + 1' 08"   |
| 9. | Mauri Vansevenant     | Deceuninck-Quick Step | + 1' 09"   |
| 10. | Maximilian Schachmann | Bora-Hansgrohe        | + 1' 09"   |

### 4. etape
| Vitoria-Gasteiz - Hondarribia | kuperet etape | (189,2 km) |

| \| Etaperesultat \| Etaperesultat \| Etaperesultat \| Etaperesultat \| Etaperesultat \| \| Rytter \| Rytter \| Hold \| Tid \| \| \| ------------- \| ------------------ \| ---------------------------------- \| ------------- \| ------------- \| \| 1. \| Jon Izagirre \| Astana-Premier Tech \| 4t 17' 07" \| \| \| 2. \| Pello Bilbao \| Bahrain Victorious \| + 0" \| \| \| 3. \| Brandon McNulty \| UAE Team Emirates \| + 0" \| \| \| 4. \| Jonas Vingegaard \| Jumbo-Visma \| + 0" \| \| \| 5. \| Emanuel Buchmann \| Bora-Hansgrohe \| + 0" \| \| \| 6. \| Esteban Chaves \| BikeExchange \| + 2" \| \| \| 7. \| Patrick Bevin \| Israel Start-Up Nation \| + 49" \| \| \| 8. \| James Knox \| Deceuninck-Quick Step \| + 49" \| \| \| 9. \| Quinten Hermans \| Intermarché-Wanty-Gobert Matériaux \| + 49" \| \| \| 10. \| Alejandro Valverde \| Movistar Team \| + 49" \| \| |                    |                                    |            |
| |                    |                                    |            |
| Kilde: ProCyclingStats |                    |                                    |            |
| Etaperesultat |                    |                                    |            |
| Rytter | Rytter             | Hold                               | Tid        |
| 1. | Jon Izagirre       | Astana-Premier Tech                | 4t 17' 07" |
| 2. | Pello Bilbao       | Bahrain Victorious                 | + 0"       |
| 3. | Brandon McNulty    | UAE Team Emirates                  | + 0"       |
| 4. | Jonas Vingegaard   | Jumbo-Visma                        | + 0"       |
| 5. | Emanuel Buchmann   | Bora-Hansgrohe                     | + 0"       |
| 6. | Esteban Chaves     | BikeExchange                       | + 2"       |
| 7. | Patrick Bevin      | Israel Start-Up Nation             | + 49"      |
| 8. | James Knox         | Deceuninck-Quick Step              | + 49"      |
| 9. | Quinten Hermans    | Intermarché-Wanty-Gobert Matériaux | + 49"      |
| 10. | Alejandro Valverde | Movistar Team                      | + 49"      |

| \| Samlede stilling \| Samlede stilling \| Samlede stilling \| Samlede stilling \| Samlede stilling \| \| Rytter \| Rytter \| Hold \| Tid \| \| \| ---------------- \| ------------------ \| ------------------- \| ---------------- \| ---------------- \| \| 1. \| Brandon McNulty \| UAE Team Emirates \| 12t 25' 21" \| \| \| 2. \| Primož Roglič \| Jumbo-Visma \| + 23" \| \| \| 3. \| Jonas Vingegaard \| Jumbo-Visma \| + 28" \| \| \| 4. \| Pello Bilbao \| Bahrain Victorious \| + 36" \| \| \| 5. \| Tadej Pogačar \| UAE Team Emirates \| + 43" \| \| \| 6. \| Adam Yates \| Ineos Grenadiers \| + 1' 02" \| \| \| 7. \| Emanuel Buchmann \| Bora-Hansgrohe \| + 1' 07" \| \| \| 8. \| Alejandro Valverde \| Movistar Team \| + 1' 13" \| \| \| 9. \| Jon Izagirre \| Astana-Premier Tech \| + 1' 15" \| \| \| 10. \| Mikel Landa \| Bahrain Victorious \| + 1' 23" \| \| |                    |                     |             |
| |                    |                     |             |
| Kilde: ProCyclingStats |                    |                     |             |
| Samlede stilling |                    |                     |             |
| Rytter | Rytter             | Hold                | Tid         |
| 1. | Brandon McNulty    | UAE Team Emirates   | 12t 25' 21" |
| 2. | Primož Roglič      | Jumbo-Visma         | + 23"       |
| 3. | Jonas Vingegaard   | Jumbo-Visma         | + 28"       |
| 4. | Pello Bilbao       | Bahrain Victorious  | + 36"       |
| 5. | Tadej Pogačar      | UAE Team Emirates   | + 43"       |
| 6. | Adam Yates         | Ineos Grenadiers    | + 1' 02"    |
| 7. | Emanuel Buchmann   | Bora-Hansgrohe      | + 1' 07"    |
| 8. | Alejandro Valverde | Movistar Team       | + 1' 13"    |
| 9. | Jon Izagirre       | Astana-Premier Tech | + 1' 15"    |
| 10. | Mikel Landa        | Bahrain Victorious  | + 1' 23"    |

### 5. etape
| Hondarribia - Ondarroa | kuperet etape | (160,2 km) |

| \| Etaperesultat \| Etaperesultat \| Etaperesultat \| Etaperesultat \| Etaperesultat \| \| Rytter \| Rytter \| Hold \| Tid \| \| \| ------------- \| -------------- \| ---------------------- \| ------------- \| ------------- \| \| 1. \| Mikkel Honoré \| Deceuninck-Quick Step \| 3t 39' 54" \| \| \| 2. \| Josef Černý \| Deceuninck-Quick Step \| + 0" \| \| \| 3. \| Julien Bernard \| Trek-Segafredo \| + 17" \| \| \| 4. \| Daryl Impey \| Israel Start-Up Nation \| + 28" \| \| \| 5. \| Simon Clarke \| Qhubeka Assos \| + 28" \| \| \| 6. \| Stefano Oldani \| Lotto-Soudal \| + 28" \| \| \| 7. \| Primož Roglič \| Jumbo-Visma \| + 28" \| \| \| 8. \| Julien Simon \| Total Direct Énergie \| + 28" \| \| \| 9. \| Magnus Cort \| EF Education-Nippo \| + 28" \| \| \| 10. \| Tadej Pogačar \| UAE Team Emirates \| + 28" \| \| |                |                        |            |
| |                |                        |            |
| Kilde: ProCyclingStats |                |                        |            |
| Etaperesultat |                |                        |            |
| Rytter | Rytter         | Hold                   | Tid        |
| 1. | Mikkel Honoré  | Deceuninck-Quick Step  | 3t 39' 54" |
| 2. | Josef Černý    | Deceuninck-Quick Step  | + 0"       |
| 3. | Julien Bernard | Trek-Segafredo         | + 17"      |
| 4. | Daryl Impey    | Israel Start-Up Nation | + 28"      |
| 5. | Simon Clarke   | Qhubeka Assos          | + 28"      |
| 6. | Stefano Oldani | Lotto-Soudal           | + 28"      |
| 7. | Primož Roglič  | Jumbo-Visma            | + 28"      |
| 8. | Julien Simon   | Total Direct Énergie   | + 28"      |
| 9. | Magnus Cort    | EF Education-Nippo     | + 28"      |
| 10. | Tadej Pogačar  | UAE Team Emirates      | + 28"      |

| \| Samlede stilling \| Samlede stilling \| Samlede stilling \| Samlede stilling \| Samlede stilling \| \| Rytter \| Rytter \| Hold \| Tid \| \| \| ---------------- \| ------------------ \| ------------------- \| ---------------- \| ---------------- \| \| 1. \| Brandon McNulty \| UAE Team Emirates \| 16t 05' 43" \| \| \| 2. \| Primož Roglič \| Jumbo-Visma \| + 23" \| \| \| 3. \| Jonas Vingegaard \| Jumbo-Visma \| + 28" \| \| \| 4. \| Pello Bilbao \| Bahrain Victorious \| + 36" \| \| \| 5. \| Tadej Pogačar \| UAE Team Emirates \| + 43" \| \| \| 6. \| Adam Yates \| Ineos Grenadiers \| + 1' 02" \| \| \| 7. \| Emanuel Buchmann \| Bora-Hansgrohe \| + 1' 07" \| \| \| 8. \| Alejandro Valverde \| Movistar Team \| + 1' 13" \| \| \| 9. \| Jon Izagirre \| Astana-Premier Tech \| + 1' 15" \| \| \| 10. \| Mikel Landa \| Bahrain Victorious \| + 1' 23" \| \| |                    |                     |             |
| |                    |                     |             |
| Kilde: ProCyclingStats |                    |                     |             |
| Samlede stilling |                    |                     |             |
| Rytter | Rytter             | Hold                | Tid         |
| 1. | Brandon McNulty    | UAE Team Emirates   | 16t 05' 43" |
| 2. | Primož Roglič      | Jumbo-Visma         | + 23"       |
| 3. | Jonas Vingegaard   | Jumbo-Visma         | + 28"       |
| 4. | Pello Bilbao       | Bahrain Victorious  | + 36"       |
| 5. | Tadej Pogačar      | UAE Team Emirates   | + 43"       |
| 6. | Adam Yates         | Ineos Grenadiers    | + 1' 02"    |
| 7. | Emanuel Buchmann   | Bora-Hansgrohe      | + 1' 07"    |
| 8. | Alejandro Valverde | Movistar Team       | + 1' 13"    |
| 9. | Jon Izagirre       | Astana-Premier Tech | + 1' 15"    |
| 10. | Mikel Landa        | Bahrain Victorious  | + 1' 23"    |

### 6. etape
| Ondarroa - Arrate | bjergetape | (111,9 km) |

| \| Etaperesultat \| Etaperesultat \| Etaperesultat \| Etaperesultat \| Etaperesultat \| \| Rytter \| Rytter \| Hold \| Tid \| \| \| ------------- \| ------------------ \| --------------------- \| ------------- \| ------------- \| \| 1. \| David Gaudu \| Groupama-FDJ \| 3t 05' 42" \| \| \| 2. \| Primož Roglič \| Jumbo-Visma \| + 0" \| \| \| 3. \| Alejandro Valverde \| Movistar Team \| + 35" \| \| \| 4. \| Adam Yates \| Ineos Grenadiers \| + 35" \| \| \| 5. \| Tadej Pogačar \| UAE Team Emirates \| + 35" \| \| \| 6. \| Jonas Vingegaard \| Jumbo-Visma \| + 35" \| \| \| 7. \| Pello Bilbao \| Bahrain Victorious \| + 1' 03" \| \| \| 8. \| Esteban Chaves \| BikeExchange \| + 1' 05" \| \| \| 9. \| Mikel Landa \| Bahrain Victorious \| + 1' 05" \| \| \| 10. \| Mauri Vansevenant \| Deceuninck-Quick Step \| + 1' 55" \| \| |                    |                       |            |
| |                    |                       |            |
| Kilde: ProCyclingStats |                    |                       |            |
| Etaperesultat |                    |                       |            |
| Rytter | Rytter             | Hold                  | Tid        |
| 1. | David Gaudu        | Groupama-FDJ          | 3t 05' 42" |
| 2. | Primož Roglič      | Jumbo-Visma           | + 0"       |
| 3. | Alejandro Valverde | Movistar Team         | + 35"      |
| 4. | Adam Yates         | Ineos Grenadiers      | + 35"      |
| 5. | Tadej Pogačar      | UAE Team Emirates     | + 35"      |
| 6. | Jonas Vingegaard   | Jumbo-Visma           | + 35"      |
| 7. | Pello Bilbao       | Bahrain Victorious    | + 1' 03"   |
| 8. | Esteban Chaves     | BikeExchange          | + 1' 05"   |
| 9. | Mikel Landa        | Bahrain Victorious    | + 1' 05"   |
| 10. | Mauri Vansevenant  | Deceuninck-Quick Step | + 1' 55"   |

## Trøjernes fordeling gennem løbet
| Etape             | Vinder                | Førertrøjen     | Pointtrøjen   | Bjergtrøjen           | Ungdomstrøjen    |
| ----------------- | --------------------- | --------------- | ------------- | --------------------- | ---------------- |
| 1                 | Primož Roglič         | Primož Roglič   | Primož Roglič | Tadej Pogačar         | Brandon McNulty  |
| 2                 | Alex Aranburu         | Primož Roglič   | Primož Roglič | Maximilian Schachmann | Brandon McNulty  |
| 3                 | Tadej Pogačar         | Primož Roglič   | Primož Roglič | Tadej Pogačar         | Tadej Pogačar    |
| 4                 | Jon Izagirre          | Brandon McNulty | Primož Roglič | Tadej Pogačar         | Brandon McNulty  |
| 5                 | Mikkel Frølich Honoré | Brandon McNulty | Primož Roglič | Tadej Pogačar         | Brandon McNulty  |
| 6                 | David Gaudu           | Primož Roglič   | Primož Roglič | Primož Roglič         | Jonas Vingegaard |
| Samlet klassement | Samlet klassement     | Primož Roglič   | Primož Roglič | Primož Roglič         | Jonas Vingegaard |

## Resultater
| \| Samlede stilling \| Samlede stilling \| Samlede stilling \| Samlede stilling \| Samlede stilling \| \| Rytter \| Rytter \| Hold \| Tid \| \| \| ---------------- \| ------------------ \| ---------------------- \| ---------------- \| ---------------- \| \| 1. \| Primož Roglič \| Jumbo-Visma \| 19t 11' 36" \| \| \| 2. \| Jonas Vingegaard \| Jumbo-Visma \| + 52" \| \| \| 3. \| Tadej Pogačar \| UAE Team Emirates \| + 1' 07" \| \| \| 4. \| Adam Yates \| Ineos Grenadiers \| + 1' 26" \| \| \| 5. \| David Gaudu \| Groupama-FDJ \| + 1' 27" \| \| \| 6. \| Pello Bilbao \| Bahrain Victorious \| + 1' 28" \| \| \| 7. \| Alejandro Valverde \| Movistar Team \| + 1' 33" \| \| \| 8. \| Mikel Landa \| Bahrain Victorious \| + 2' 17" \| \| \| 9. \| Esteban Chaves \| BikeExchange \| + 2' 38" \| \| \| 10. \| Jon Izagirre \| Astana-Premier Tech \| + 2' 59" \| \| \| 11. \| Mauri Vansevenant \| Deceuninck-Quick Step \| + 3' 16" \| \| \| 12. \| Hugh Carthy \| EF Education-Nippo \| + 4' 19" \| \| \| 13. \| Emanuel Buchmann \| Bora-Hansgrohe \| + 5' 01" \| \| \| 14. \| James Knox \| Deceuninck-Quick Step \| + 5' 32" \| \| \| 15. \| Jakob Fuglsang \| Astana-Premier Tech \| + 5' 54" \| \| \| 16. \| Rubén Fernández \| Cofidis \| + 5' 57" \| \| \| 17. \| Brandon McNulty \| UAE Team Emirates \| + 7' 46" \| \| \| 18. \| Enric Mas \| Movistar Team \| + 8' 04" \| \| \| 19. \| Richard Carapaz \| Ineos Grenadiers \| + 9' 37" \| \| \| 20. \| Patrick Bevin \| Israel Start-Up Nation \| + 9' 46" \| \| \| 21. \| Gino Mäder \| Bahrain Victorious \| + 12' 02" \| \| \| 22. \| Pierre Latour \| Total Direct Énergie \| + 13' 17" \| \| \| 23. \| Ben O'Connor \| AG2R Citroën Team \| + 15' 38" \| \| \| 24. \| Fabio Aru \| Qhubeka Assos \| + 16' 24" \| \| \| 25. \| Sam Oomen \| Jumbo-Visma \| + 16' 46" \| \| |                    |                        |             |
| |                    |                        |             |
| Kilde: ProCyclingStats |                    |                        |             |
| Samlede stilling |                    |                        |             |
| Rytter | Rytter             | Hold                   | Tid         |
| 1. | Primož Roglič      | Jumbo-Visma            | 19t 11' 36" |
| 2. | Jonas Vingegaard   | Jumbo-Visma            | + 52"       |
| 3. | Tadej Pogačar      | UAE Team Emirates      | + 1' 07"    |
| 4. | Adam Yates         | Ineos Grenadiers       | + 1' 26"    |
| 5. | David Gaudu        | Groupama-FDJ           | + 1' 27"    |
| 6. | Pello Bilbao       | Bahrain Victorious     | + 1' 28"    |
| 7. | Alejandro Valverde | Movistar Team          | + 1' 33"    |
| 8. | Mikel Landa        | Bahrain Victorious     | + 2' 17"    |
| 9. | Esteban Chaves     | BikeExchange           | + 2' 38"    |
| 10. | Jon Izagirre       | Astana-Premier Tech    | + 2' 59"    |
| 11. | Mauri Vansevenant  | Deceuninck-Quick Step  | + 3' 16"    |
| 12. | Hugh Carthy        | EF Education-Nippo     | + 4' 19"    |
| 13. | Emanuel Buchmann   | Bora-Hansgrohe         | + 5' 01"    |
| 14. | James Knox         | Deceuninck-Quick Step  | + 5' 32"    |
| 15. | Jakob Fuglsang     | Astana-Premier Tech    | + 5' 54"    |
| 16. | Rubén Fernández    | Cofidis                | + 5' 57"    |
| 17. | Brandon McNulty    | UAE Team Emirates      | + 7' 46"    |
| 18. | Enric Mas          | Movistar Team          | + 8' 04"    |
| 19. | Richard Carapaz    | Ineos Grenadiers       | + 9' 37"    |
| 20. | Patrick Bevin      | Israel Start-Up Nation | + 9' 46"    |
| 21. | Gino Mäder         | Bahrain Victorious     | + 12' 02"   |
| 22. | Pierre Latour      | Total Direct Énergie   | + 13' 17"   |
| 23. | Ben O'Connor       | AG2R Citroën Team      | + 15' 38"   |
| 24. | Fabio Aru          | Qhubeka Assos          | + 16' 24"   |
| 25. | Sam Oomen          | Jumbo-Visma            | + 16' 46"   |

| Samlede stilling | Samlede stilling   | Samlede stilling       | Samlede stilling | Samlede stilling |
| Rytter           | Rytter             | Hold                   | Tid              |                  |
| ---------------- | ------------------ | ---------------------- | ---------------- | ---------------- |
| 1.               | Primož Roglič      | Jumbo-Visma            | 19t 11' 36"      |                  |
| 2.               | Jonas Vingegaard   | Jumbo-Visma            | + 52"            |                  |
| 3.               | Tadej Pogačar      | UAE Team Emirates      | + 1' 07"         |                  |
| 4.               | Adam Yates         | Ineos Grenadiers       | + 1' 26"         |                  |
| 5.               | David Gaudu        | Groupama-FDJ           | + 1' 27"         |                  |
| 6.               | Pello Bilbao       | Bahrain Victorious     | + 1' 28"         |                  |
| 7.               | Alejandro Valverde | Movistar Team          | + 1' 33"         |                  |
| 8.               | Mikel Landa        | Bahrain Victorious     | + 2' 17"         |                  |
| 9.               | Esteban Chaves     | BikeExchange           | + 2' 38"         |                  |
| 10.              | Jon Izagirre       | Astana-Premier Tech    | + 2' 59"         |                  |
| 11.              | Mauri Vansevenant  | Deceuninck-Quick Step  | + 3' 16"         |                  |
| 12.              | Hugh Carthy        | EF Education-Nippo     | + 4' 19"         |                  |
| 13.              | Emanuel Buchmann   | Bora-Hansgrohe         | + 5' 01"         |                  |
| 14.              | James Knox         | Deceuninck-Quick Step  | + 5' 32"         |                  |
| 15.              | Jakob Fuglsang     | Astana-Premier Tech    | + 5' 54"         |                  |
| 16.              | Rubén Fernández    | Cofidis                | + 5' 57"         |                  |
| 17.              | Brandon McNulty    | UAE Team Emirates      | + 7' 46"         |                  |
| 18.              | Enric Mas          | Movistar Team          | + 8' 04"         |                  |
| 19.              | Richard Carapaz    | Ineos Grenadiers       | + 9' 37"         |                  |
| 20.              | Patrick Bevin      | Israel Start-Up Nation | + 9' 46"         |                  |
| 21.              | Gino Mäder         | Bahrain Victorious     | + 12' 02"        |                  |
| 22.              | Pierre Latour      | Total Direct Énergie   | + 13' 17"        |                  |
| 23.              | Ben O'Connor       | AG2R Citroën Team      | + 15' 38"        |                  |
| 24.              | Fabio Aru          | Qhubeka Assos          | + 16' 24"        |                  |
| 25.              | Sam Oomen          | Jumbo-Visma            | + 16' 46"        |                  |

| Pointkonkurrence | Pointkonkurrence   | Pointkonkurrence    | Pointkonkurrence | Pointkonkurrence |
| Rytter           | Rytter             | Hold                | Point            |                  |
| ---------------- | ------------------ | ------------------- | ---------------- | ---------------- |
| 1.               | Primož Roglič      | Jumbo-Visma         | 106 point        |                  |
| 2.               | Tadej Pogačar      | UAE Team Emirates   | 75 point         |                  |
| 3.               | David Gaudu        | Groupama-FDJ        | 61 point         |                  |
| 4.               | Jonas Vingegaard   | Jumbo-Visma         | 48 point         |                  |
| 5.               | Alejandro Valverde | Movistar Team       | 44 point         |                  |
| 6.               | Brandon McNulty    | UAE Team Emirates   | 42 point         |                  |
| 7.               | Adam Yates         | Ineos Grenadiers    | 41 point         |                  |
| 8.               | Alex Aranburu      | Astana-Premier Tech | 37 point         |                  |
| 9.               | Pello Bilbao       | Bahrain Victorious  | 36 point         |                  |
| 10.              | Jon Izagirre       | Astana-Premier Tech | 35 point         |                  |

| Pointkonkurrence | Pointkonkurrence   | Pointkonkurrence    | Pointkonkurrence | Pointkonkurrence |
| Rytter           | Rytter             | Hold                | Point            |                  |
| ---------------- | ------------------ | ------------------- | ---------------- | ---------------- |
| 1.               | Primož Roglič      | Jumbo-Visma         | 106 point        |                  |
| 2.               | Tadej Pogačar      | UAE Team Emirates   | 75 point         |                  |
| 3.               | David Gaudu        | Groupama-FDJ        | 61 point         |                  |
| 4.               | Jonas Vingegaard   | Jumbo-Visma         | 48 point         |                  |
| 5.               | Alejandro Valverde | Movistar Team       | 44 point         |                  |
| 6.               | Brandon McNulty    | UAE Team Emirates   | 42 point         |                  |
| 7.               | Adam Yates         | Ineos Grenadiers    | 41 point         |                  |
| 8.               | Alex Aranburu      | Astana-Premier Tech | 37 point         |                  |
| 9.               | Pello Bilbao       | Bahrain Victorious  | 36 point         |                  |
| 10.              | Jon Izagirre       | Astana-Premier Tech | 35 point         |                  |

| Bjergkonkurrence | Bjergkonkurrence   | Bjergkonkurrence                   | Bjergkonkurrence | Bjergkonkurrence |
| Rytter           | Rytter             | Hold                               | Point            |                  |
| ---------------- | ------------------ | ---------------------------------- | ---------------- | ---------------- |
| 1.               | Primož Roglič      | Jumbo-Visma                        | 34 point         |                  |
| 2.               | Tadej Pogačar      | UAE Team Emirates                  | 27 point         |                  |
| 3.               | David Gaudu        | Groupama-FDJ                       | 20 point         |                  |
| 4.               | Hugh Carthy        | EF Education-Nippo                 | 17 point         |                  |
| 5.               | Antwan Tolhoek     | Jumbo-Visma                        | 15 point         |                  |
| 6.               | Quinten Hermans    | Intermarché-Wanty-Gobert Matériaux | 14 point         |                  |
| 7.               | Brandon McNulty    | UAE Team Emirates                  | 12 point         |                  |
| 8.               | Patrick Bevin      | Israel Start-Up Nation             | 11 point         |                  |
| 9.               | Ben O'Connor       | AG2R Citroën Team                  | 11 point         |                  |
| 10.              | Alejandro Valverde | Movistar Team                      | 11 point         |                  |

| Bjergkonkurrence | Bjergkonkurrence   | Bjergkonkurrence                   | Bjergkonkurrence | Bjergkonkurrence |
| Rytter           | Rytter             | Hold                               | Point            |                  |
| ---------------- | ------------------ | ---------------------------------- | ---------------- | ---------------- |
| 1.               | Primož Roglič      | Jumbo-Visma                        | 34 point         |                  |
| 2.               | Tadej Pogačar      | UAE Team Emirates                  | 27 point         |                  |
| 3.               | David Gaudu        | Groupama-FDJ                       | 20 point         |                  |
| 4.               | Hugh Carthy        | EF Education-Nippo                 | 17 point         |                  |
| 5.               | Antwan Tolhoek     | Jumbo-Visma                        | 15 point         |                  |
| 6.               | Quinten Hermans    | Intermarché-Wanty-Gobert Matériaux | 14 point         |                  |
| 7.               | Brandon McNulty    | UAE Team Emirates                  | 12 point         |                  |
| 8.               | Patrick Bevin      | Israel Start-Up Nation             | 11 point         |                  |
| 9.               | Ben O'Connor       | AG2R Citroën Team                  | 11 point         |                  |
| 10.              | Alejandro Valverde | Movistar Team                      | 11 point         |                  |

| Ungdomskonkurrence | Ungdomskonkurrence | Ungdomskonkurrence    | Ungdomskonkurrence | Ungdomskonkurrence |
| Rytter             | Rytter             | Hold                  | Tid                |                    |
| ------------------ | ------------------ | --------------------- | ------------------ | ------------------ |
| 1.                 | Jonas Vingegaard   | Jumbo-Visma           | 19t 12' 28"        |                    |
| 2.                 | Tadej Pogačar      | UAE Team Emirates     | + 15"              |                    |
| 3.                 | David Gaudu        | Groupama-FDJ          | + 35"              |                    |
| 4.                 | Mauri Vansevenant  | Deceuninck-Quick Step | + 2' 24"           |                    |
| 5.                 | Brandon McNulty    | UAE Team Emirates     | + 6' 54"           |                    |
| 6.                 | Gino Mäder         | Bahrain Victorious    | + 11' 10"          |                    |
| 7.                 | Sergio Higuita     | EF Education-Nippo    | + 16' 22"          |                    |
| 8.                 | Ilan Van Wilder    | Team DSM              | + 16' 38"          |                    |
| 9.                 | Mark Donovan       | Team DSM              | + 20' 30"          |                    |
| 10.                | Eddie Dunbar       | Ineos Grenadiers      | + 28' 00"          |                    |

| Ungdomskonkurrence | Ungdomskonkurrence | Ungdomskonkurrence    | Ungdomskonkurrence | Ungdomskonkurrence |
| Rytter             | Rytter             | Hold                  | Tid                |                    |
| ------------------ | ------------------ | --------------------- | ------------------ | ------------------ |
| 1.                 | Jonas Vingegaard   | Jumbo-Visma           | 19t 12' 28"        |                    |
| 2.                 | Tadej Pogačar      | UAE Team Emirates     | + 15"              |                    |
| 3.                 | David Gaudu        | Groupama-FDJ          | + 35"              |                    |
| 4.                 | Mauri Vansevenant  | Deceuninck-Quick Step | + 2' 24"           |                    |
| 5.                 | Brandon McNulty    | UAE Team Emirates     | + 6' 54"           |                    |
| 6.                 | Gino Mäder         | Bahrain Victorious    | + 11' 10"          |                    |
| 7.                 | Sergio Higuita     | EF Education-Nippo    | + 16' 22"          |                    |
| 8.                 | Ilan Van Wilder    | Team DSM              | + 16' 38"          |                    |
| 9.                 | Mark Donovan       | Team DSM              | + 20' 30"          |                    |
| 10.                | Eddie Dunbar       | Ineos Grenadiers      | + 28' 00"          |                    |

### Holdkonkurrencen
| Holdkonkurrence | Holdkonkurrence       | Holdkonkurrence | Holdkonkurrence |
| Hold            | Hold                  | Tid             |                 |
| --------------- | --------------------- | --------------- | --------------- |
| 1.              | Jumbo-Visma           | 57t 47' 23"     |                 |
| 2.              | Bahrain Victorious    | + 3' 18"        |                 |
| 3.              | UAE Team Emirates     | + 18' 04"       |                 |
| 4.              | Astana-Premier Tech   | + 18' 26"       |                 |
| 5.              | Deceuninck-Quick Step | + 20' 04"       |                 |
| 6.              | Movistar Team         | + 23' 14"       |                 |
| 7.              | Ineos Grenadiers      | + 26' 53"       |                 |
| 8.              | Cofidis               | + 30' 30"       |                 |
| 9.              | Bora-Hansgrohe        | + 32' 45"       |                 |
| 10.             | Team BikeExchange     | + 53' 34"       |                 |

## Hold og ryttere
| UCI WorldTeams (19)- AG2R Citroën Team - Astana-Premier Tech - Bahrain Victorious - Bora-Hansgrohe - Cofidis - Deceuninck-Quick Step - EF Education-Nippo - Groupama-FDJ - Ineos Grenadiers - Intermarché-Wanty-Gobert Matériaux - Israel Start-Up Nation - Jumbo-Visma - Lotto Soudal - Movistar Team - Qhubeka Assos - Team BikeExchange - Team DSM - Trek-Segafredo - UAE Team Emirates UCI ProTeams (5)- Burgos-BH - Caja Rural-Seguros RGA - Euskaltel-Euskadi - Equipo Kern Pharma - Total Direct Énergie |
| |

### Danske ryttere
| Danske ryttere på startlisten |                         |                       |           |
| Rygnummer                     | Rytter                  | Hold                  | Placering |
| 2                             | Jakob Fuglsang          | Astana-Premier Tech   | 15        |
| 26                            | Christopher Juul-Jensen | Team BikeExchange     | 88        |
| 66                            | Magnus Cort             | EF Education-Nippo    | DNF-6     |
| 74                            | Niklas Eg               | Trek-Segafredo        | 41        |
| 75                            | Alexander Kamp          | Trek-Segafredo        | DNF-6     |
| 84                            | Mikkel Frølich Honoré   | Deceuninck-Quick Step | 83        |
| 147                           | Jonas Vingegaard        | Team Jumbo-Visma      | 2         |

* DNF = gennemførte ikke

### Startliste
| Astana-Premier Tech APT | Astana-Premier Tech APT                          | Astana-Premier Tech APT |
| ----------------------- | ------------------------------------------------ | ----------------------- |
| Nr.                     | Rytter                                           | Placering               |
| 1                       | Jon Izagirre (ESP)                               | 10.                     |
| 2                       | Jakob Fuglsang (DEN)                             | 15.                     |
| 3                       | Alex Aranburu (ESP)                              | 38.                     |
| 4                       | Stefan de Bod (RSA)                              | 93.                     |
| 5                       | Omar Fraile (ESP)                                | 71.                     |
| 6                       | Aleksej Lutsenko (KAZ) (landevej og enkeltstart) | 78.                     |
| 7                       | Óscar Rodríguez (ESP)                            | 94.                     |

| Bora-Hansgrohe BOH | Bora-Hansgrohe BOH          | Bora-Hansgrohe BOH |
| ------------------ | --------------------------- | ------------------ |
| Nr.                | Rytter                      | Placering          |
| 11                 | Giovanni Aleotti (ITA)      | 84.                |
| 12                 | Cesare Benedetti (ITA)      | DNF-6              |
| 13                 | Emanuel Buchmann (GER)      | 13.                |
| 14                 | Wilco Kelderman (NED)       | DNF-3              |
| 15                 | Patrick Konrad (AUT)        | 36.                |
| 16                 | Maximilian Schachmann (GER) | 27.                |
| 17                 | Ide Schelling (NED)         | DNF-6              |

| BikeExchange BEX | BikeExchange BEX                 | BikeExchange BEX |
| ---------------- | -------------------------------- | ---------------- |
| Nr.              | Rytter                           | Placering        |
| 21               | Esteban Chaves (COL)             | 9.               |
| 22               | Dion Smith (NZL)                 | DNF-6            |
| 23               | Mikel Nieve (ESP)                | 49.              |
| 24               | Tsgabu Grmay (ETH) (enkeltstart) | 65.              |
| 25               | Damien Howson (AUS)              | DNF-6            |
| 26               | Christopher Juul-Jensen (DEN)    | 88.              |
| 27               | Amund Grøndahl Jansen (NOR)      | DNS-3            |

| UAE Team Emirates UAD | UAE Team Emirates UAD             | UAE Team Emirates UAD |
| --------------------- | --------------------------------- | --------------------- |
| Nr.                   | Rytter                            | Placering             |
| 31                    | Tadej Pogačar (SLO) (enkeltstart) | 3.                    |
| 32                    | Valerio Conti (ITA)               | DNF-6                 |
| 33                    | Brandon McNulty (USA)             | 17.                   |
| 34                    | Diego Ulissi (ITA)                | 34.                   |
| 35                    | Marc Hirschi (SUI)                | 47.                   |
| 36                    | Rafał Majka (POL)                 | 39.                   |
| 37                    | Jan Polanc (SLO)                  | 60.                   |

| Groupama-FDJ GFC | Groupama-FDJ GFC         | Groupama-FDJ GFC |
| ---------------- | ------------------------ | ---------------- |
| Nr.              | Rytter                   | Placering        |
| 41               | Bruno Armirail (FRA)     | DNF-6            |
| 42               | Clément Davy (FRA)       | DNF-4            |
| 43               | David Gaudu (FRA)        | 5.               |
| 44               | Matthieu Ladagnous (FRA) | 89.              |
| 45               | Miles Scotson (AUS)      | DNF-6            |
| 46               | Romain Seigle (FRA)      | 79.              |
| 47               | Lars van den Berg (NED)  | 95.              |

| Movistar Team MOV | Movistar Team MOV        | Movistar Team MOV |
| ----------------- | ------------------------ | ----------------- |
| Nr.               | Rytter                   | Placering         |
| 51                | Jorge Arcas (ESP)        | 96.               |
| 52                | Héctor Carretero (ESP)   | DNF-6             |
| 53                | Enric Mas (ESP)          | 18.               |
| 54                | Sergio Samitier (ESP)    | 72.               |
| 55                | Einer Rubio (COL)        | 86.               |
| 56                | Alejandro Valverde (ESP) | 7.                |
| 57                | Carlos Verona (ESP)      | 58.               |

| EF Education-Nippo EFN | EF Education-Nippo EFN            | EF Education-Nippo EFN |
| ---------------------- | --------------------------------- | ---------------------- |
| Nr.                    | Rytter                            | Placering              |
| 61                     | Hugh Carthy (GBR)                 | 12.                    |
| 62                     | Jonathan Caicedo (ECU) (landevej) | DNF-6                  |
| 63                     | Diego Camargo (COL)               | DNF-6                  |
| 64                     | Sergio Higuita (COL) (landevej)   | 28.                    |
| 65                     | Alex Howes (USA) (landevej)       | DNF-6                  |
| 66                     | Magnus Cort (DEN)                 | DNF-6                  |
| 67                     | James Whelan (AUS)                | DNS-3                  |

| Trek-Segafredo TFS | Trek-Segafredo TFS     | Trek-Segafredo TFS |
| ------------------ | ---------------------- | ------------------ |
| Nr.                | Rytter                 | Placering          |
| 71                 | Bauke Mollema (NED)    | DNF-6              |
| 72                 | Julien Bernard (FRA)   | 73.                |
| 73                 | Nicola Conci (ITA)     | DNF-6              |
| 74                 | Niklas Eg (DEN)        | 41.                |
| 75                 | Alexander Kamp (DEN)   | DNF-6              |
| 76                 | Juan Pedro López (ESP) | 50.                |
| 77                 | Toms Skujiņš (LAT)     | DNF-6              |

| Deceuninck-Quick Step DQT | Deceuninck-Quick Step DQT        | Deceuninck-Quick Step DQT |
| ------------------------- | -------------------------------- | ------------------------- |
| Nr.                       | Rytter                           | Placering                 |
| 81                        | Mattia Cattaneo (ITA)            | DNF-6                     |
| 82                        | Josef Černý (CZE) (enkeltstart)  | DNF-6                     |
| 83                        | Ian Garrison (USA) (enkeltstart) | DNF-6                     |
| 84                        | Mikkel Honoré (DEN)              | 83.                       |
| 85                        | James Knox (GBR)                 | 14.                       |
| 86                        | Pieter Serry (BEL)               | 54.                       |
| 87                        | Mauri Vansevenant (BEL)          | 11.                       |

| Cofidis COF | Cofidis COF            | Cofidis COF |
| ----------- | ---------------------- | ----------- |
| Nr.         | Rytter                 | Placering   |
| 91          | Fernando Barceló (ESP) | 77.         |
| 92          | Rubén Fernández (ESP)  | 16.         |
| 93          | Simon Geschke (GER)    | DNF-6       |
| 94          | Jesús Herrada (ESP)    | 46.         |
| 95          | Guillaume Martin (FRA) | 31.         |
| 96          | Nicolas Edet (FRA)     | 68.         |
| 97          | Anthony Perez (FRA)    | 82.         |

| Lotto-Soudal LTS | Lotto-Soudal LTS         | Lotto-Soudal LTS |
| ---------------- | ------------------------ | ---------------- |
| Nr.              | Rytter                   | Placering        |
| 101              | Sylvain Moniquet (BEL)   | 61.              |
| 102              | Thomas De Gendt (BEL)    | DNF-6            |
| 103              | Matthew Holmes (GBR)     | DNF-6            |
| 104              | Sébastien Grignard (BEL) | DNF-6            |
| 105              | Tomasz Marczyński (POL)  | DNF-6            |
| 106              | Filippo Conca (ITA)      | 101.             |
| 107              | Stefano Oldani (ITA)     | DNF-6            |

| Ineos Grenadiers IGD | Ineos Grenadiers IGD       | Ineos Grenadiers IGD |
| -------------------- | -------------------------- | -------------------- |
| Nr.                  | Rytter                     | Placering            |
| 111                  | Adam Yates (GBR)           | 4.                   |
| 112                  | Andrey Amador (CRC)        | DNF-6                |
| 113                  | Richard Carapaz (ECU)      | 19.                  |
| 114                  | Laurens De Plus (BEL)      | DNF-6                |
| 115                  | Eddie Dunbar (IRL)         | 42.                  |
| 116                  | Tao Geoghegan Hart (GBR)   | DNF-6                |
| 117                  | Ben Swift (GBR) (landevej) | DNF-6                |

| Intermarché-Wanty-Gobert Matériaux IWG | Intermarché-Wanty-Gobert Matériaux IWG | Intermarché-Wanty-Gobert Matériaux IWG |
| -------------------------------------- | -------------------------------------- | -------------------------------------- |
| Nr.                                    | Rytter                                 | Placering                              |
| 121                                    | Théo Delacroix (FRA)                   | DNF-6                                  |
| 122                                    | Odd Christian Eiking (NOR)             | 33.                                    |
| 123                                    | Alexander Evans (AUS)                  | DNF-6                                  |
| 124                                    | Quinten Hermans (BEL)                  | 30.                                    |
| 125                                    | Maurits Lammertink (NED)               | 45.                                    |
| 126                                    | Lorenzo Rota (ITA)                     | DNF-6                                  |
| 127                                    | Georg Zimmermann (GER)                 | DNF-5                                  |

| Team DSM DSM | Team DSM DSM                           | Team DSM DSM |
| ------------ | -------------------------------------- | ------------ |
| Nr.          | Rytter                                 | Placering    |
| 131          | Romain Combaud (FRA)                   | 63.          |
| 132          | Mark Donovan (GBR)                     | 32.          |
| 133          | Felix Gall (AUT)                       | 85.          |
| 134          | Andreas Leknessund (NOR) (enkeltstart) | DNF-6        |
| 135          | Martijn Tusveld (NED)                  | DNF-6        |
| 136          | Kevin Vermaerke (USA)                  | DNS-4        |
| 137          | Ilan Van Wilder (BEL)                  | 29.          |

| Jumbo-Visma TJV | Jumbo-Visma TJV                | Jumbo-Visma TJV |
| --------------- | ------------------------------ | --------------- |
| Nr.             | Rytter                         | Placering       |
| 141             | Primož Roglič (SLO) (landevej) | 1.              |
| 142             | Tobias Foss (NOR)              | 48.             |
| 143             | Christoph Pfingsten (GER)      | 103.            |
| 144             | Lennard Hofstede (NED)         | DNF-6           |
| 145             | Antwan Tolhoek (NED)           | 37.             |
| 146             | Sam Oomen (NED)                | 25.             |
| 147             | Jonas Vingegaard (DEN)         | 2.              |

| AG2R Citroën Team ACT | AG2R Citroën Team ACT        | AG2R Citroën Team ACT |
| --------------------- | ---------------------------- | --------------------- |
| Nr.                   | Rytter                       | Placering             |
| 151                   | Benoît Cosnefroy (FRA)       | DNS-5                 |
| 152                   | Ben Gastauer (LUX)           | 80.                   |
| 153                   | Mathias Frank (SUI)          | DNF-6                 |
| 154                   | Ben O'Connor (AUS)           | 23.                   |
| 155                   | Aurélien Paret-Peintre (FRA) | 52.                   |
| 156                   | Nicolas Prodhomme (FRA)      | 57.                   |
| 157                   | Larry Warbasse (USA)         | 55.                   |

| Israel Start-Up Nation ISN | Israel Start-Up Nation ISN | Israel Start-Up Nation ISN |
| -------------------------- | -------------------------- | -------------------------- |
| Nr.                        | Rytter                     | Placering                  |
| 161                        | Michael Woods (CAN)        | DNS-4                      |
| 162                        | Patrick Bevin (NZL)        | 20.                        |
| 163                        | Alexander Cataford (CAN)   | DNF-6                      |
| 164                        | Ben Hermans (BEL)          | DNF-6                      |
| 165                        | Daryl Impey (RSA)          | 59.                        |
| 166                        | Krists Neilands (LAT)      | 69.                        |
| 167                        | James Piccoli (CAN)        | DNF-4                      |

| Bahrain Victorious TBV | Bahrain Victorious TBV           | Bahrain Victorious TBV |
| ---------------------- | -------------------------------- | ---------------------- |
| Nr.                    | Rytter                           | Placering              |
| 171                    | Mikel Landa (ESP)                | 8.                     |
| 172                    | Yukiya Arashiro (JPN)            | 81.                    |
| 173                    | Pello Bilbao (ESP) (enkeltstart) | 6.                     |
| 174                    | Eros Capecchi (ITA)              | DNF-6                  |
| 175                    | Gino Mäder (SUI)                 | 21.                    |
| 176                    | Mark Padun (UKR)                 | 91.                    |
| 177                    | Rafael Valls (ESP)               | DNF-6                  |

| Qhubeka Assos TQA | Qhubeka Assos TQA       | Qhubeka Assos TQA |
| ----------------- | ----------------------- | ----------------- |
| Nr.               | Rytter                  | Placering         |
| 181               | Fabio Aru (ITA)         | 24.               |
| 182               | Sean Bennett (USA)      | 90.               |
| 183               | Simon Clarke (AUS)      | DNS-6             |
| 185               | Bert-Jan Lindeman (NED) | DNF-6             |
| 186               | Mauro Schmid (SUI)      | 92.               |
| 187               | Kilian Frankiny (SUI)   | 98.               |

| Caja Rural-Seguros RGA CJR | Caja Rural-Seguros RGA CJR     | Caja Rural-Seguros RGA CJR |
| -------------------------- | ------------------------------ | -------------------------- |
| Nr.                        | Rytter                         | Placering                  |
| 191                        | Jonathan Lastra (ESP)          | 26.                        |
| 192                        | Jon Barrenetxea (ESP)          | 87.                        |
| 193                        | Jon Aberasturi (ESP)           | DNF-6                      |
| 194                        | Jon Irisarri (ESP)             | DNF-6                      |
| 195                        | Alejandro Osorio (COL)         | 56.                        |
| 196                        | Oier Lazkano (ESP)             | DNF-6                      |
| 197                        | Jefferson Alveiro Cepeda (ECU) | 62.                        |

| Burgos-BH BBH | Burgos-BH BBH            | Burgos-BH BBH |
| ------------- | ------------------------ | ------------- |
| Nr.           | Rytter                   | Placering     |
| 201           | Ángel Madrazo (ESP)      | 67.           |
| 202           | Ander Okamika (ESP)      | 97.           |
| 203           | Daniel Navarro (ESP)     | 64.           |
| 204           | Carlos Canal (ESP)       |               |
| 205           | Óscar Cabedo (ESP)       | 66.           |
| 206           | Jesús Ezquerra (ESP)     | 40.           |
| 207           | Juan Felipe Osorio (COL) | HD-6          |

| Total Direct Énergie TDE | Total Direct Énergie TDE | Total Direct Énergie TDE |
| ------------------------ | ------------------------ | ------------------------ |
| Nr.                      | Rytter                   | Placering                |
| 211                      | Mathieu Burgaudeau (FRA) | 75.                      |
| 212                      | Víctor de la Parte (ESP) | DNS-5                    |
| 213                      | Fabien Doubey (FRA)      | 51.                      |
| 214                      | Fabien Grellier (FRA)    | DNF-6                    |
| 215                      | Pierre Latour (FRA)      | 22.                      |
| 216                      | Cristián Rodríguez (ESP) | 35.                      |
| 217                      | Julien Simon (FRA)       | DNF-6                    |

| Equipo Kern Pharma EKP | Equipo Kern Pharma EKP   | Equipo Kern Pharma EKP |
| ---------------------- | ------------------------ | ---------------------- |
| Nr.                    | Rytter                   | Placering              |
| 221                    | Roger Adrià (ESP)        | 76.                    |
| 222                    | Francisco Galván (ESP)   | DNS-1                  |
| 223                    | Urko Berrade (ESP)       | DNF-6                  |
| 224                    | Martí Márquez (ESP)      | DNS-1                  |
| 225                    | José Félix Parra (ESP)   | 44.                    |
| 226                    | Jon Agirre (ESP)         | 43.                    |
| 227                    | Raúl García Pierna (ESP) | 100.                   |

| Euskaltel-Euskadi EUS | Euskaltel-Euskadi EUS | Euskaltel-Euskadi EUS |
| --------------------- | --------------------- | --------------------- |
| Nr.                   | Rytter                | Placering             |
| 231                   | Mikel Aristi (ESP)    | 102.                  |
| 232                   | Mikel Bizkarra (ESP)  | DNS-3                 |
| 233                   | Unai Cuadrado (ESP)   | DNF-6                 |
| 234                   | Mikel Iturria (ESP)   | 99.                   |
| 235                   | Txomin Juaristi (ESP) | 74.                   |
| 236                   | Gotzon Martín (ESP)   | 53.                   |
| 237                   | Luis Ángel Maté (ESP) | 70.                   |

| Astana-Premier Tech APT | Astana-Premier Tech APT                          | Astana-Premier Tech APT |
| ----------------------- | ------------------------------------------------ | ----------------------- |
| Nr.                     | Rytter                                           | Placering               |
| 1                       | Jon Izagirre (ESP)                               | 10.                     |
| 2                       | Jakob Fuglsang (DEN)                             | 15.                     |
| 3                       | Alex Aranburu (ESP)                              | 38.                     |
| 4                       | Stefan de Bod (RSA)                              | 93.                     |
| 5                       | Omar Fraile (ESP)                                | 71.                     |
| 6                       | Aleksej Lutsenko (KAZ) (landevej og enkeltstart) | 78.                     |
| 7                       | Óscar Rodríguez (ESP)                            | 94.                     |

| Bora-Hansgrohe BOH | Bora-Hansgrohe BOH          | Bora-Hansgrohe BOH |
| ------------------ | --------------------------- | ------------------ |
| Nr.                | Rytter                      | Placering          |
| 11                 | Giovanni Aleotti (ITA)      | 84.                |
| 12                 | Cesare Benedetti (ITA)      | DNF-6              |
| 13                 | Emanuel Buchmann (GER)      | 13.                |
| 14                 | Wilco Kelderman (NED)       | DNF-3              |
| 15                 | Patrick Konrad (AUT)        | 36.                |
| 16                 | Maximilian Schachmann (GER) | 27.                |
| 17                 | Ide Schelling (NED)         | DNF-6              |

| BikeExchange BEX | BikeExchange BEX                 | BikeExchange BEX |
| ---------------- | -------------------------------- | ---------------- |
| Nr.              | Rytter                           | Placering        |
| 21               | Esteban Chaves (COL)             | 9.               |
| 22               | Dion Smith (NZL)                 | DNF-6            |
| 23               | Mikel Nieve (ESP)                | 49.              |
| 24               | Tsgabu Grmay (ETH) (enkeltstart) | 65.              |
| 25               | Damien Howson (AUS)              | DNF-6            |
| 26               | Christopher Juul-Jensen (DEN)    | 88.              |
| 27               | Amund Grøndahl Jansen (NOR)      | DNS-3            |

| UAE Team Emirates UAD | UAE Team Emirates UAD             | UAE Team Emirates UAD |
| --------------------- | --------------------------------- | --------------------- |
| Nr.                   | Rytter                            | Placering             |
| 31                    | Tadej Pogačar (SLO) (enkeltstart) | 3.                    |
| 32                    | Valerio Conti (ITA)               | DNF-6                 |
| 33                    | Brandon McNulty (USA)             | 17.                   |
| 34                    | Diego Ulissi (ITA)                | 34.                   |
| 35                    | Marc Hirschi (SUI)                | 47.                   |
| 36                    | Rafał Majka (POL)                 | 39.                   |
| 37                    | Jan Polanc (SLO)                  | 60.                   |

| Groupama-FDJ GFC | Groupama-FDJ GFC         | Groupama-FDJ GFC |
| ---------------- | ------------------------ | ---------------- |
| Nr.              | Rytter                   | Placering        |
| 41               | Bruno Armirail (FRA)     | DNF-6            |
| 42               | Clément Davy (FRA)       | DNF-4            |
| 43               | David Gaudu (FRA)        | 5.               |
| 44               | Matthieu Ladagnous (FRA) | 89.              |
| 45               | Miles Scotson (AUS)      | DNF-6            |
| 46               | Romain Seigle (FRA)      | 79.              |
| 47               | Lars van den Berg (NED)  | 95.              |

| Movistar Team MOV | Movistar Team MOV        | Movistar Team MOV |
| ----------------- | ------------------------ | ----------------- |
| Nr.               | Rytter                   | Placering         |
| 51                | Jorge Arcas (ESP)        | 96.               |
| 52                | Héctor Carretero (ESP)   | DNF-6             |
| 53                | Enric Mas (ESP)          | 18.               |
| 54                | Sergio Samitier (ESP)    | 72.               |
| 55                | Einer Rubio (COL)        | 86.               |
| 56                | Alejandro Valverde (ESP) | 7.                |
| 57                | Carlos Verona (ESP)      | 58.               |

| EF Education-Nippo EFN | EF Education-Nippo EFN            | EF Education-Nippo EFN |
| ---------------------- | --------------------------------- | ---------------------- |
| Nr.                    | Rytter                            | Placering              |
| 61                     | Hugh Carthy (GBR)                 | 12.                    |
| 62                     | Jonathan Caicedo (ECU) (landevej) | DNF-6                  |
| 63                     | Diego Camargo (COL)               | DNF-6                  |
| 64                     | Sergio Higuita (COL) (landevej)   | 28.                    |
| 65                     | Alex Howes (USA) (landevej)       | DNF-6                  |
| 66                     | Magnus Cort (DEN)                 | DNF-6                  |
| 67                     | James Whelan (AUS)                | DNS-3                  |

| Trek-Segafredo TFS | Trek-Segafredo TFS     | Trek-Segafredo TFS |
| ------------------ | ---------------------- | ------------------ |
| Nr.                | Rytter                 | Placering          |
| 71                 | Bauke Mollema (NED)    | DNF-6              |
| 72                 | Julien Bernard (FRA)   | 73.                |
| 73                 | Nicola Conci (ITA)     | DNF-6              |
| 74                 | Niklas Eg (DEN)        | 41.                |
| 75                 | Alexander Kamp (DEN)   | DNF-6              |
| 76                 | Juan Pedro López (ESP) | 50.                |
| 77                 | Toms Skujiņš (LAT)     | DNF-6              |

| Deceuninck-Quick Step DQT | Deceuninck-Quick Step DQT        | Deceuninck-Quick Step DQT |
| ------------------------- | -------------------------------- | ------------------------- |
| Nr.                       | Rytter                           | Placering                 |
| 81                        | Mattia Cattaneo (ITA)            | DNF-6                     |
| 82                        | Josef Černý (CZE) (enkeltstart)  | DNF-6                     |
| 83                        | Ian Garrison (USA) (enkeltstart) | DNF-6                     |
| 84                        | Mikkel Honoré (DEN)              | 83.                       |
| 85                        | James Knox (GBR)                 | 14.                       |
| 86                        | Pieter Serry (BEL)               | 54.                       |
| 87                        | Mauri Vansevenant (BEL)          | 11.                       |

| Cofidis COF | Cofidis COF            | Cofidis COF |
| ----------- | ---------------------- | ----------- |
| Nr.         | Rytter                 | Placering   |
| 91          | Fernando Barceló (ESP) | 77.         |
| 92          | Rubén Fernández (ESP)  | 16.         |
| 93          | Simon Geschke (GER)    | DNF-6       |
| 94          | Jesús Herrada (ESP)    | 46.         |
| 95          | Guillaume Martin (FRA) | 31.         |
| 96          | Nicolas Edet (FRA)     | 68.         |
| 97          | Anthony Perez (FRA)    | 82.         |

| Lotto-Soudal LTS | Lotto-Soudal LTS         | Lotto-Soudal LTS |
| ---------------- | ------------------------ | ---------------- |
| Nr.              | Rytter                   | Placering        |
| 101              | Sylvain Moniquet (BEL)   | 61.              |
| 102              | Thomas De Gendt (BEL)    | DNF-6            |
| 103              | Matthew Holmes (GBR)     | DNF-6            |
| 104              | Sébastien Grignard (BEL) | DNF-6            |
| 105              | Tomasz Marczyński (POL)  | DNF-6            |
| 106              | Filippo Conca (ITA)      | 101.             |
| 107              | Stefano Oldani (ITA)     | DNF-6            |

| Ineos Grenadiers IGD | Ineos Grenadiers IGD       | Ineos Grenadiers IGD |
| -------------------- | -------------------------- | -------------------- |
| Nr.                  | Rytter                     | Placering            |
| 111                  | Adam Yates (GBR)           | 4.                   |
| 112                  | Andrey Amador (CRC)        | DNF-6                |
| 113                  | Richard Carapaz (ECU)      | 19.                  |
| 114                  | Laurens De Plus (BEL)      | DNF-6                |
| 115                  | Eddie Dunbar (IRL)         | 42.                  |
| 116                  | Tao Geoghegan Hart (GBR)   | DNF-6                |
| 117                  | Ben Swift (GBR) (landevej) | DNF-6                |

| Intermarché-Wanty-Gobert Matériaux IWG | Intermarché-Wanty-Gobert Matériaux IWG | Intermarché-Wanty-Gobert Matériaux IWG |
| -------------------------------------- | -------------------------------------- | -------------------------------------- |
| Nr.                                    | Rytter                                 | Placering                              |
| 121                                    | Théo Delacroix (FRA)                   | DNF-6                                  |
| 122                                    | Odd Christian Eiking (NOR)             | 33.                                    |
| 123                                    | Alexander Evans (AUS)                  | DNF-6                                  |
| 124                                    | Quinten Hermans (BEL)                  | 30.                                    |
| 125                                    | Maurits Lammertink (NED)               | 45.                                    |
| 126                                    | Lorenzo Rota (ITA)                     | DNF-6                                  |
| 127                                    | Georg Zimmermann (GER)                 | DNF-5                                  |

| Team DSM DSM | Team DSM DSM                           | Team DSM DSM |
| ------------ | -------------------------------------- | ------------ |
| Nr.          | Rytter                                 | Placering    |
| 131          | Romain Combaud (FRA)                   | 63.          |
| 132          | Mark Donovan (GBR)                     | 32.          |
| 133          | Felix Gall (AUT)                       | 85.          |
| 134          | Andreas Leknessund (NOR) (enkeltstart) | DNF-6        |
| 135          | Martijn Tusveld (NED)                  | DNF-6        |
| 136          | Kevin Vermaerke (USA)                  | DNS-4        |
| 137          | Ilan Van Wilder (BEL)                  | 29.          |

| Jumbo-Visma TJV | Jumbo-Visma TJV                | Jumbo-Visma TJV |
| --------------- | ------------------------------ | --------------- |
| Nr.             | Rytter                         | Placering       |
| 141             | Primož Roglič (SLO) (landevej) | 1.              |
| 142             | Tobias Foss (NOR)              | 48.             |
| 143             | Christoph Pfingsten (GER)      | 103.            |
| 144             | Lennard Hofstede (NED)         | DNF-6           |
| 145             | Antwan Tolhoek (NED)           | 37.             |
| 146             | Sam Oomen (NED)                | 25.             |
| 147             | Jonas Vingegaard (DEN)         | 2.              |

| AG2R Citroën Team ACT | AG2R Citroën Team ACT        | AG2R Citroën Team ACT |
| --------------------- | ---------------------------- | --------------------- |
| Nr.                   | Rytter                       | Placering             |
| 151                   | Benoît Cosnefroy (FRA)       | DNS-5                 |
| 152                   | Ben Gastauer (LUX)           | 80.                   |
| 153                   | Mathias Frank (SUI)          | DNF-6                 |
| 154                   | Ben O'Connor (AUS)           | 23.                   |
| 155                   | Aurélien Paret-Peintre (FRA) | 52.                   |
| 156                   | Nicolas Prodhomme (FRA)      | 57.                   |
| 157                   | Larry Warbasse (USA)         | 55.                   |

| Israel Start-Up Nation ISN | Israel Start-Up Nation ISN | Israel Start-Up Nation ISN |
| -------------------------- | -------------------------- | -------------------------- |
| Nr.                        | Rytter                     | Placering                  |
| 161                        | Michael Woods (CAN)        | DNS-4                      |
| 162                        | Patrick Bevin (NZL)        | 20.                        |
| 163                        | Alexander Cataford (CAN)   | DNF-6                      |
| 164                        | Ben Hermans (BEL)          | DNF-6                      |
| 165                        | Daryl Impey (RSA)          | 59.                        |
| 166                        | Krists Neilands (LAT)      | 69.                        |
| 167                        | James Piccoli (CAN)        | DNF-4                      |

| Bahrain Victorious TBV | Bahrain Victorious TBV           | Bahrain Victorious TBV |
| ---------------------- | -------------------------------- | ---------------------- |
| Nr.                    | Rytter                           | Placering              |
| 171                    | Mikel Landa (ESP)                | 8.                     |
| 172                    | Yukiya Arashiro (JPN)            | 81.                    |
| 173                    | Pello Bilbao (ESP) (enkeltstart) | 6.                     |
| 174                    | Eros Capecchi (ITA)              | DNF-6                  |
| 175                    | Gino Mäder (SUI)                 | 21.                    |
| 176                    | Mark Padun (UKR)                 | 91.                    |
| 177                    | Rafael Valls (ESP)               | DNF-6                  |

| Qhubeka Assos TQA | Qhubeka Assos TQA       | Qhubeka Assos TQA |
| ----------------- | ----------------------- | ----------------- |
| Nr.               | Rytter                  | Placering         |
| 181               | Fabio Aru (ITA)         | 24.               |
| 182               | Sean Bennett (USA)      | 90.               |
| 183               | Simon Clarke (AUS)      | DNS-6             |
| 185               | Bert-Jan Lindeman (NED) | DNF-6             |
| 186               | Mauro Schmid (SUI)      | 92.               |
| 187               | Kilian Frankiny (SUI)   | 98.               |

| Caja Rural-Seguros RGA CJR | Caja Rural-Seguros RGA CJR     | Caja Rural-Seguros RGA CJR |
| -------------------------- | ------------------------------ | -------------------------- |
| Nr.                        | Rytter                         | Placering                  |
| 191                        | Jonathan Lastra (ESP)          | 26.                        |
| 192                        | Jon Barrenetxea (ESP)          | 87.                        |
| 193                        | Jon Aberasturi (ESP)           | DNF-6                      |
| 194                        | Jon Irisarri (ESP)             | DNF-6                      |
| 195                        | Alejandro Osorio (COL)         | 56.                        |
| 196                        | Oier Lazkano (ESP)             | DNF-6                      |
| 197                        | Jefferson Alveiro Cepeda (ECU) | 62.                        |

| Burgos-BH BBH | Burgos-BH BBH            | Burgos-BH BBH |
| ------------- | ------------------------ | ------------- |
| Nr.           | Rytter                   | Placering     |
| 201           | Ángel Madrazo (ESP)      | 67.           |
| 202           | Ander Okamika (ESP)      | 97.           |
| 203           | Daniel Navarro (ESP)     | 64.           |
| 204           | Carlos Canal (ESP)       |               |
| 205           | Óscar Cabedo (ESP)       | 66.           |
| 206           | Jesús Ezquerra (ESP)     | 40.           |
| 207           | Juan Felipe Osorio (COL) | HD-6          |

| Total Direct Énergie TDE | Total Direct Énergie TDE | Total Direct Énergie TDE |
| ------------------------ | ------------------------ | ------------------------ |
| Nr.                      | Rytter                   | Placering                |
| 211                      | Mathieu Burgaudeau (FRA) | 75.                      |
| 212                      | Víctor de la Parte (ESP) | DNS-5                    |
| 213                      | Fabien Doubey (FRA)      | 51.                      |
| 214                      | Fabien Grellier (FRA)    | DNF-6                    |
| 215                      | Pierre Latour (FRA)      | 22.                      |
| 216                      | Cristián Rodríguez (ESP) | 35.                      |
| 217                      | Julien Simon (FRA)       | DNF-6                    |

| Equipo Kern Pharma EKP | Equipo Kern Pharma EKP   | Equipo Kern Pharma EKP |
| ---------------------- | ------------------------ | ---------------------- |
| Nr.                    | Rytter                   | Placering              |
| 221                    | Roger Adrià (ESP)        | 76.                    |
| 222                    | Francisco Galván (ESP)   | DNS-1                  |
| 223                    | Urko Berrade (ESP)       | DNF-6                  |
| 224                    | Martí Márquez (ESP)      | DNS-1                  |
| 225                    | José Félix Parra (ESP)   | 44.                    |
| 226                    | Jon Agirre (ESP)         | 43.                    |
| 227                    | Raúl García Pierna (ESP) | 100.                   |

| Euskaltel-Euskadi EUS | Euskaltel-Euskadi EUS | Euskaltel-Euskadi EUS |
| --------------------- | --------------------- | --------------------- |
| Nr.                   | Rytter                | Placering             |
| 231                   | Mikel Aristi (ESP)    | 102.                  |
| 232                   | Mikel Bizkarra (ESP)  | DNS-3                 |
| 233                   | Unai Cuadrado (ESP)   | DNF-6                 |
| 234                   | Mikel Iturria (ESP)   | 99.                   |
| 235                   | Txomin Juaristi (ESP) | 74.                   |
| 236                   | Gotzon Martín (ESP)   | 53.                   |
| 237                   | Luis Ángel Maté (ESP) | 70.                   |